# Pectinivalva primigena
Pectinivalva primigena là một loài bướm đêm thuộc họ Nepticulidae. Nó được tìm thấy dọc theo tây nam bờ biển của New South Wales, Úc.
Sải cánh dài khoảng 4.3 mm đối với con cái.